# Mount Olive (Carolina del Nord)
Mount Olive és una població dels Estats Units a l'estat de Carolina del Nord. Segons el cens del 2006 tenia 4.410 habitants.

## Demografia
Segons el cens del 2000, Mount Olive tenia 4.567 habitants, 1.770 habitatges i 1.125 famílies. La densitat de població era de 702,5 habitants per km².
Dels 1.770 habitatges en un 25,9% hi vivien nens de menys de 18 anys, en un 36,8% hi vivien parelles casades, en un 22,9% dones solteres, i en un 36,4% no eren unitats familiars. En el 32,3% dels habitatges hi vivien persones soles el 15,8% de les quals corresponia a persones de 65 anys o més que vivien soles. El nombre mitjà de persones vivint en cada habitatge era de 2,38 i el nombre mitjà de persones que vivien en cada família era de 3,01.
Per edats la població es repartia de la següent manera: un 22,9% tenia menys de 18 anys, un 14% entre 18 i 24, un 22,8% entre 25 i 44, un 21,1% de 45 a 60 i un 19,2% 65 anys o més.
L'edat mediana era de 38 anys. Per cada 100 dones de 18 o més anys hi havia 71,5 homes.
La renda mediana per habitatge era de 23.984 $ i la renda mediana per família de 31.176 $. Els homes tenien una renda mediana de 26.814 $ mentre que les dones 19.224 $. La renda per capita de la població era de 12.184 $. Entorn del 16,4% de les famílies i el 22,8% de la població estaven per davall del llindar de pobresa.

## Poblacions més properes
El següent diagrama mostra les poblacions més properes.